# 安可拉斯維加斯
安可拉斯維加斯（Encore Las Vegas，又譯萬利拉斯維加斯）是一間位於位於內華達州拉斯維加斯賭城大道上的一間高級度假村、賭場和飯店。度假村與其姊妹飯店永利拉斯維加斯相連；兩間設施皆屬由賭場開發商史提芬·永利的永利度假村所持有。
安可曾獲得美國汽車協會的五顆鑽石評價。飯店中的塔樓套房（The Towers Suites）和水療設施（The Spa）並在2013年獲得富比士的五星評價。安可和永利拉斯維加斯合計起來是世界上獲得最多富比士五星評價的賭場度假村。

## 歷史
2006年4月28日，為了慶祝永利拉斯維加斯成立一週年舉行了第二棟飯店大樓的動土典禮。計劃的最初名稱為「永利拉斯維加斯安可套房」（Encore Suites at Wynn Las Vegas），為一間總計有2,034間客房的飯店，總投資金額為23億美元，與既存的永利度假村相連，並面向拉斯維加斯大道。安可原本預計成為永利拉斯維加斯的一部份，但在隨後快速發展成為一個獨立的完整度假村：其與永利拉斯維加斯間以一座購物商店街相連。度假村估計為拉斯維加斯地區增加了5,300個工作機會。
度假村在兩年半後完工，並於2008年12月22日正式開幕。由於當時正值经济大衰退期間，因此安可的開幕活動比起過往的賭場開幕顯得低調許多。

## 設計

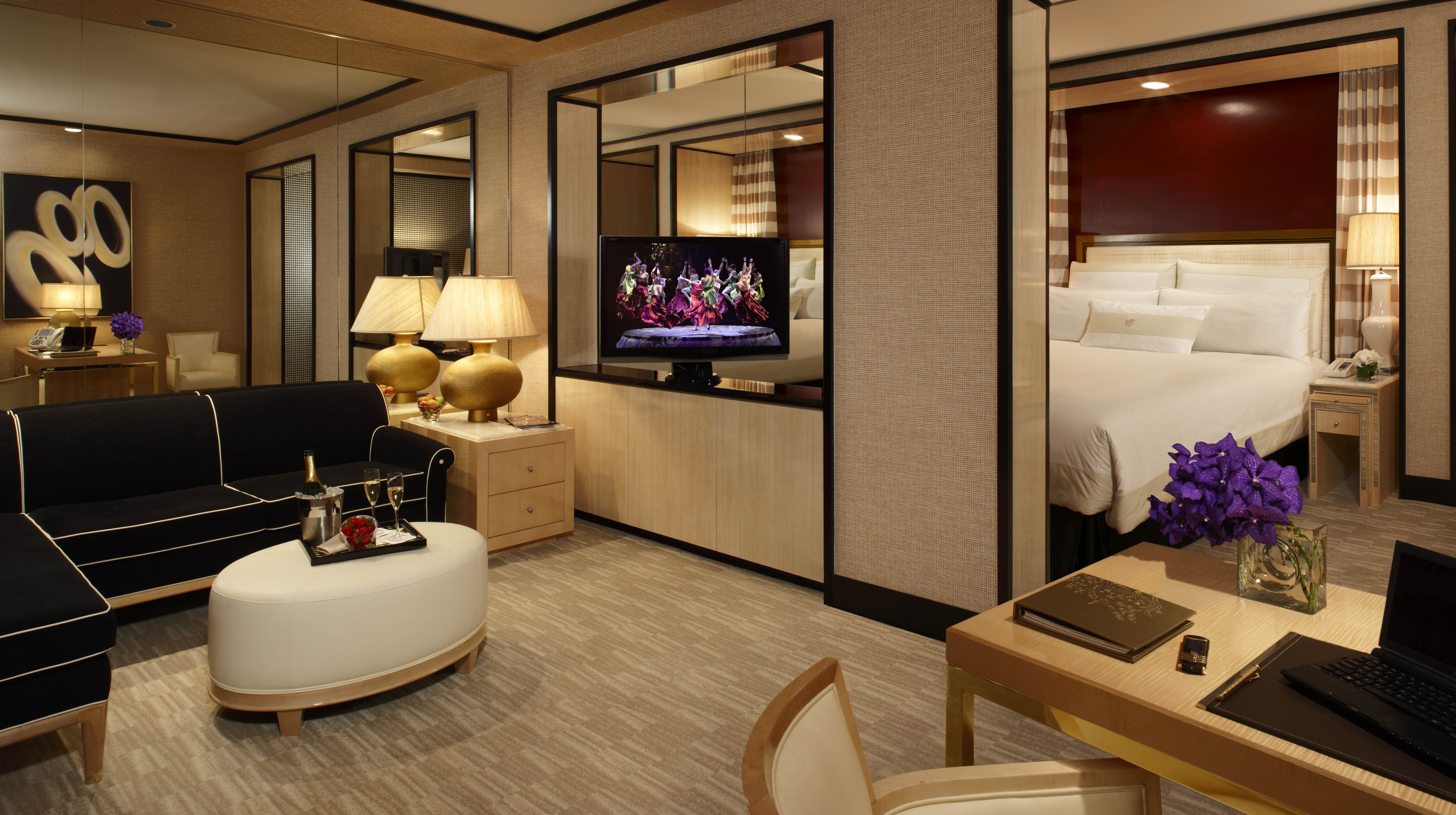
永利的度假村套房

度假村內包含一座74,000平方英尺（6,900平方）的賭場、60,000平方英尺（5,600平方）的會展空間、27,000平方英尺（2,500平方）的零售商店區、一座水療設施及沙龍、五間餐廳、七間酒吧，以及一間夜總會。建築本體高度為631英尺（192），寬93英尺（28），標示上為共計63層樓，較永利拉斯維加斯高出兩層樓，但建築的實際樓層數為52層樓，因為在標示上跳過了13樓和40－49樓；這是由於在傳統西方文化中13代表了不吉利的數字，而許多東方文化則對數字4之諧音為「死」有所忌諱。
度假村公共空間的室內設計風格借用了許多永利澳門的元素，並以強烈的紅色和蝴蝶為主題 。此外，度假村也延續了永利的特色，使用大片落地窗，將室外的自然光線和綠意引入更多室內空間，與傳統上拉斯維加斯的設計風格有所不同。泳池區域包含29間可租借的休憩亭。
飯店附屬的夜總會「XS」在2008年跨年夜開幕，總面積為40,000平方英尺（3,700平方），可容納3,000人。度假村中有一間以法蘭克·辛納屈為主題的餐廳，其中展示了辛納屈曾獲得的葛萊美和奧斯卡獎座。其他的餐廳包括：Wazuzu，一間亞洲風格餐廳，以27英尺（8.2）水晶製成的龍作為裝飾：Switch，一間法國餐廳，其中的牆壁、天花板和燈光會上下移動並改變顏色；以及Botero和Society Cafe Encore。此外，一間名為「Switch Beach Club」的海灘俱樂部在2010年6月開幕。

## 圖片集

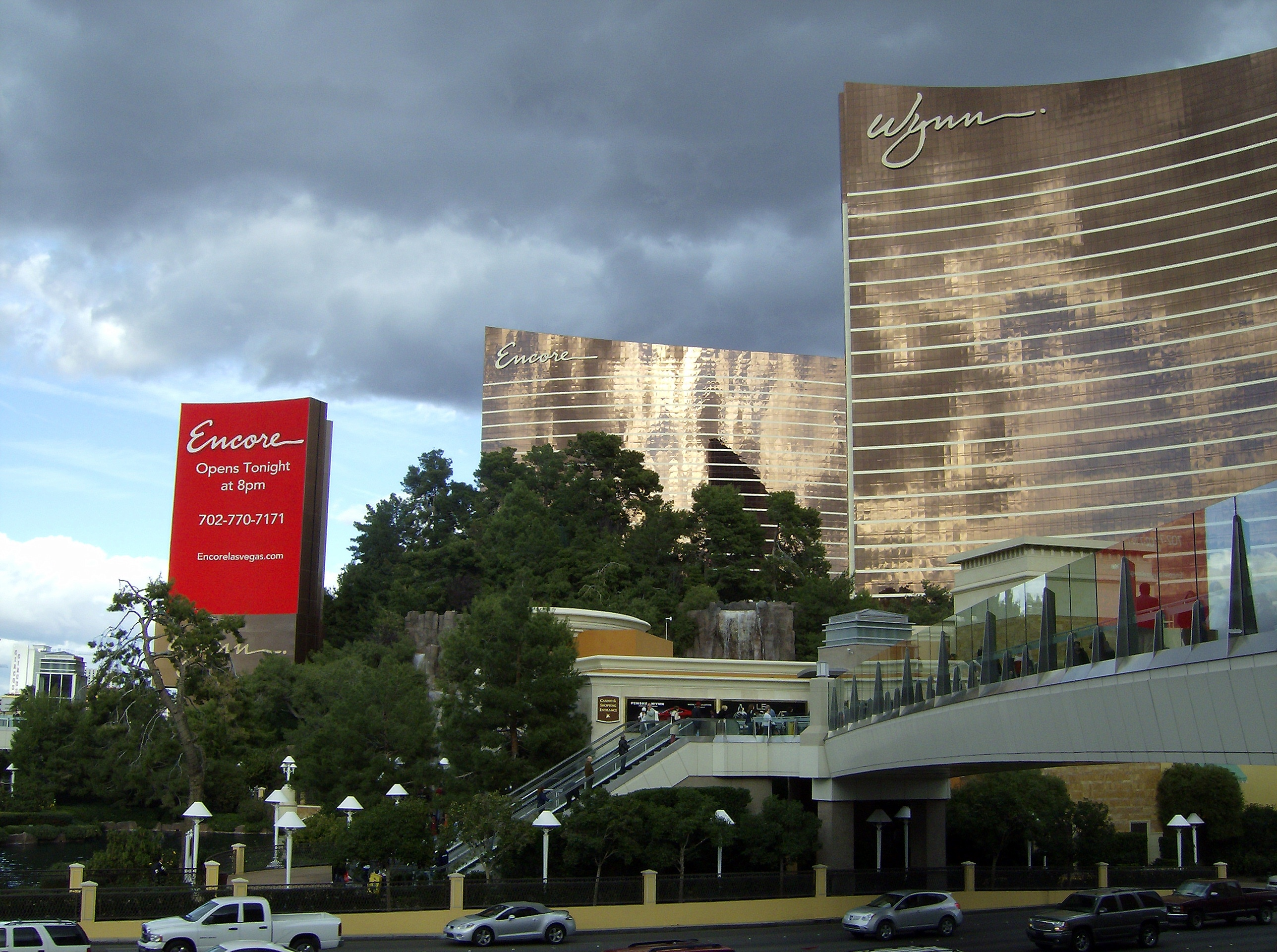
安可拉斯維加斯開幕當天
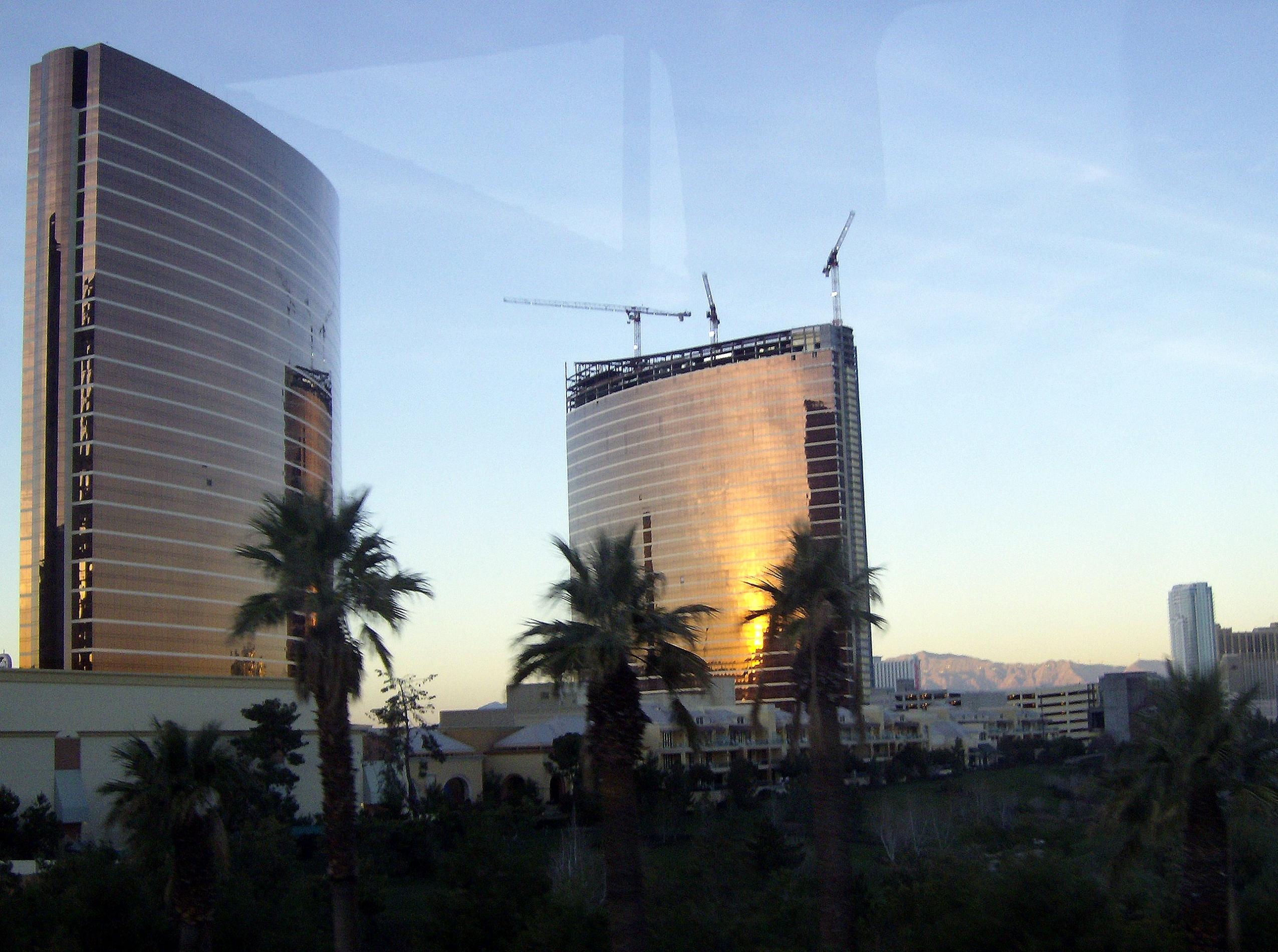
從拉斯維加斯單軌電車上眺望兩座飯店大樓
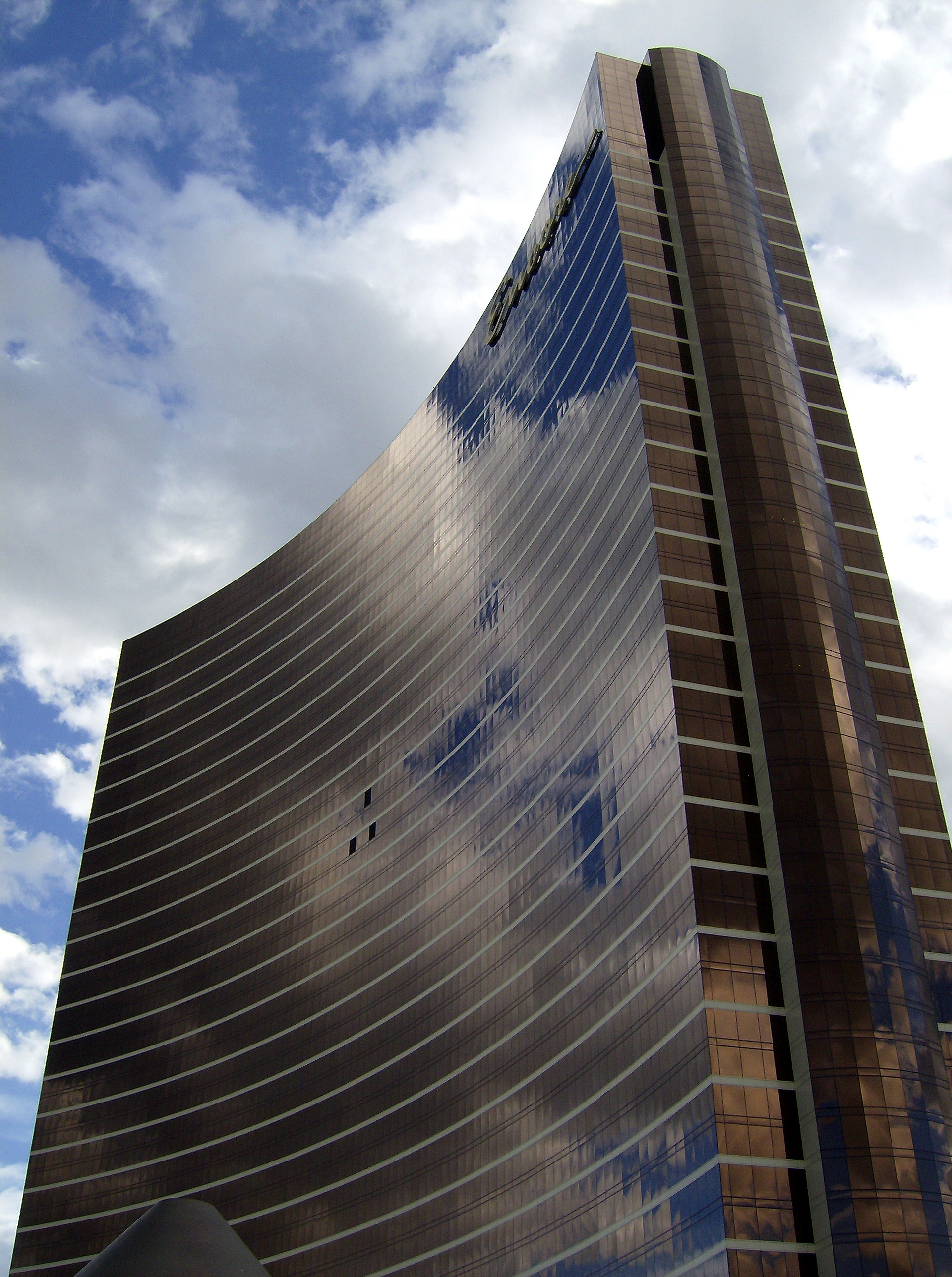
從入口仰望安可拉斯維加斯
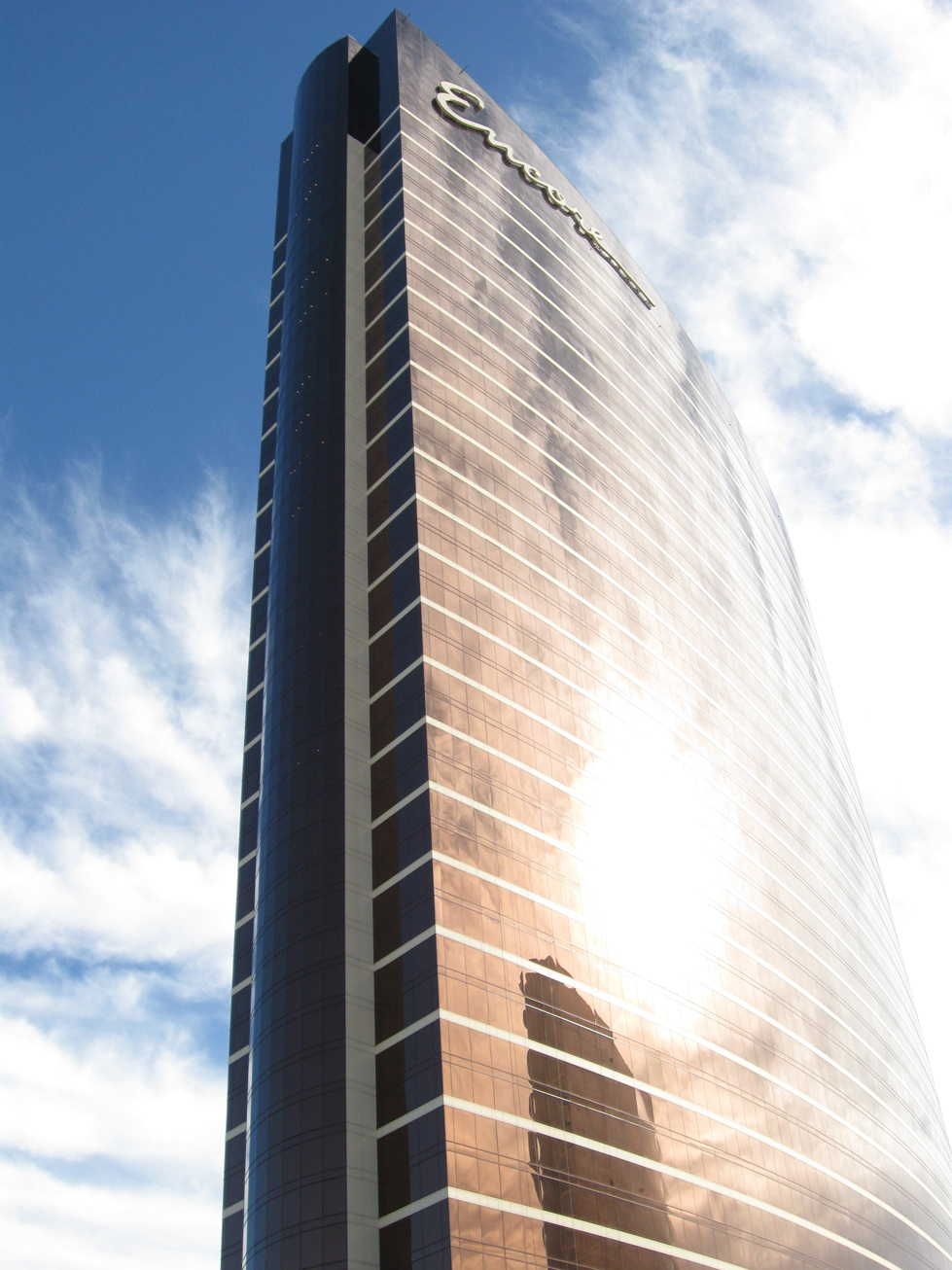
從拉斯維加斯大道另一側望向安可拉斯維加斯
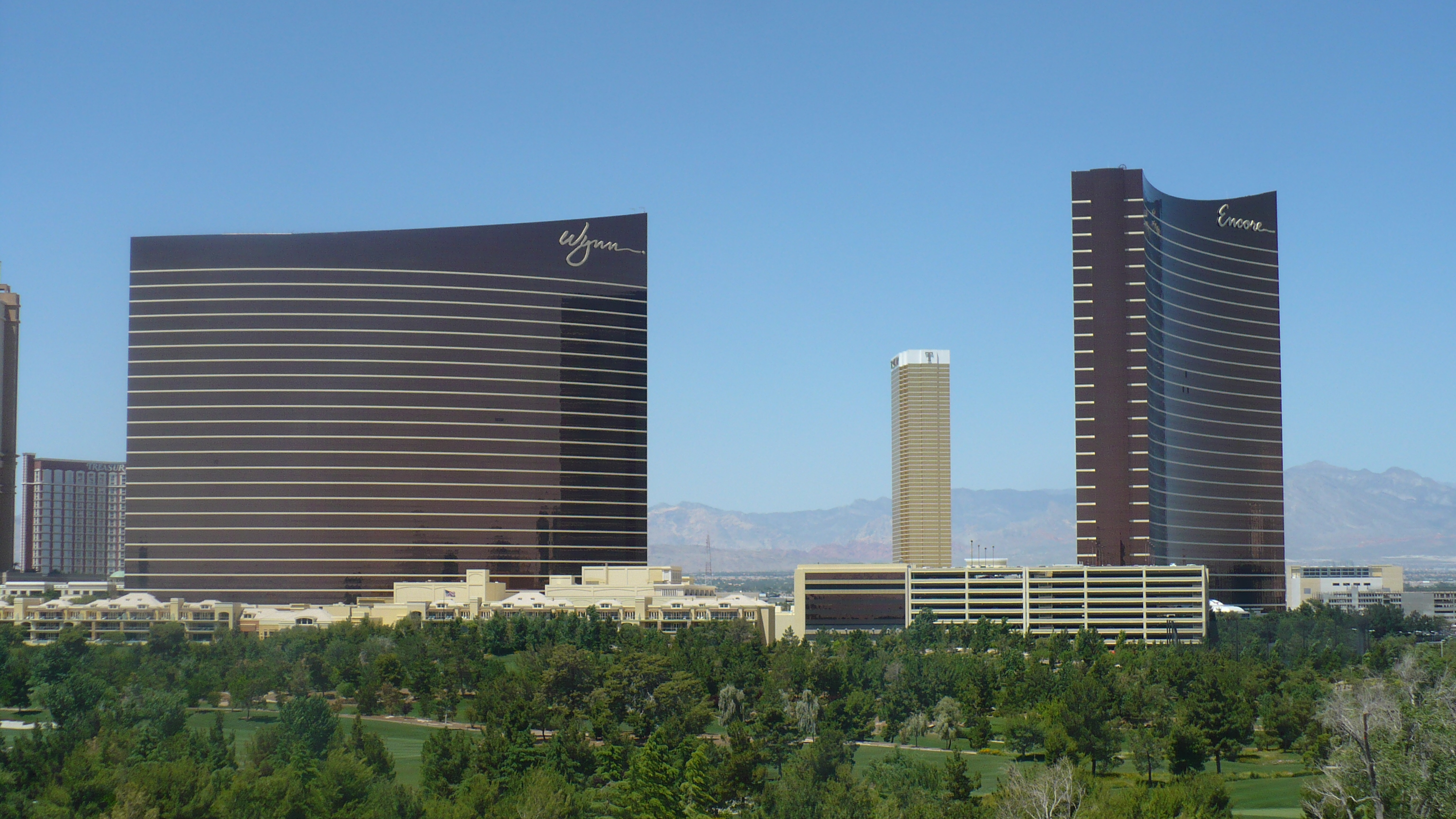
從東側的永利度假村望向安可拉斯維加斯

## 資料來源
1. ↑  BUTCHER, LEN. . Las Vegas Review-Journal. April 30, 2008  [November 18, 2008]. （原始内容存档于2012-03-19）.
2. ↑   (新闻稿). Wynn Resorts Limited. February 26, 2008  [2014-02-24]. （原始内容存档于2008-12-16）.
3. ↑  Wimberly Allison Tong & Goo （页面存档备份，存于）, Wimberly Allison Tong & Goo, May 2008, Accessed January 6, 2009
4. ↑  . Wynn Resorts. 2010-11-17  [2010-11-17].[]
5. ↑  .   [2014-02-24]. （原始内容存档于2021-02-25）.
6. ↑  Clarke, Norm. . Las Vegas Review-Journal. 2008-11-02  [2008-11-18]. （原始内容存档于2012-03-19）.
7. 1 2 3 4 5 6  Christopher Reynolds, Steve Wynn's Encore steals the show on the Strip （页面存档备份，存于）, Los Angeles Times, December 23, 2008, Accessed January 6, 2008
8. ↑  Arnold M. Knightly, WYNN RESORTS: Enter the Encore （页面存档备份，存于）, Las Vegas Review-Journal, December 23, 2008, Accessed January 6, 2008
9. ↑  Richard Abowitz, Steve Wynn's Encore （页面存档备份，存于）, LATimes.com, December 22, 2008, Accessed January 6, 2008
10. ↑  Jason Bracelin, ENCORE OPENS: Lavish XS （页面存档备份，存于）, Las Vegas Review-Journal, December 26, 2008, Accessed January 6, 2008

## 外部連結
- 官方網站（页面存档备份，存于）